# Omar Marmoush
Omar Marmoush (en arabe : عمر مرموش), né le 7 février 1999 au Caire en Égypte, est un footballeur international égyptien qui évolue au poste d'avant-centre à Manchester City. Il possède également la nationalité canadienne.

## Biographie

### En club

#### Wadi Degla FC
Né au Caire, la capitale de Égypte, Omar Marmoush est formé par le Wadi Degla FC. Il joue son premier match en équipe première le 8 juillet 2016, à l'occasion d'une rencontre de championnat face à l'Ittihad Alexandrie. Il entre en jeu et se fait remarquer en délivrant une passe décisive sur le but qui permet à son équipe de s'imposer (2-3 score final).

#### VfL Wolfsburg
En août 2017, Omar Marmoush rejoint le VfL Wolfsburg, où il intègre dans un premier temps l'équipe réserve du club.
Il signe un nouveau contrat avec Wolfsburg le 23 juin 2020, le liant au club jusqu'en juin 2023.
Le 3 novembre 2019, il se met en évidence en étant l'auteur d'un triplé avec l'équipe réserve du VfL Wolfsburg en Regionalliga Nord, lors de la réception du HSC Hannover, permettant à son équipe de l'emporter sur le large score de cinq buts à zéro. 

##### Prêt au FC St. Pauli
Le 5 janvier 2021, Omar Marmoush est prêté jusqu'à la fin de la saison au FC Sankt Pauli.
Il inscrit avec Sankt Pauli un total de sept buts en 2. Bundesliga.

##### Prêt au VfB Stuttgart
Le 30 août 2021, Omar Marmoush est prêté pour une saison au VfB Stuttgart.
Le 12 septembre 2021, il inscrit son premier but en Bundesliga, sur la pelouse de l'Eintracht Francfort (score : 1-1).
Le 19 mars 2022, il permet à son équipe d'égaliser, puis de prendre l'avantage grâce à un coup franc direct et une passe décisive pour Tiago Tomás, face au FC Augsbourg. Il contribue ainsi à la victoire des siens par trois buts à deux,.

#### Eintracht Francfort
Le 1ᵉʳ juillet 2023, Omar Marmoush rejoint l'Eintracht Francfort, libre de tout contrat après la fin de son aventure avec le VfL Wolfsburg. L'international égyptien signe un contrat de quatre ans avec le club de Bundesliga. Ce transfert est perçu comme une opportunité pour l'Eintracht de renforcer son secteur offensif, notamment après plusieurs départs importants.
Marmoush fait ses débuts officiels avec Francfort lors de la première journée de Bundesliga, en août 2023. Très vite, il s'impose comme une pièce essentielle de l'attaque grâce à sa polyvalence : capable de jouer ailier gauche, ailier droit ou attaquant axial. Sa vitesse, son agressivité dans les duels et son instinct de buteur séduisent le staff et les supporters.
Tout au long de la saison 2023-2024, Marmoush montre une grande régularité. Il inscrit 12 buts et délivre 4 passes décisives en championnat, terminant meilleur buteur du club en Bundesliga cette saison-là. Il participe également activement à la campagne européenne de Francfort en Ligue Europa Conférence, marquant plusieurs buts en phase de groupes et en phase éliminatoire, permettant à son équipe d'atteindre les quarts de finale de la compétition.
En parallèle, Marmoush continue de jouer un rôle important avec l'équipe nationale d'Égypte. Sélectionné pour disputer la Coupe d'Afrique des Nations 2023 (organisée en janvier 2024 en Côte d'Ivoire).
La saison 2024-2025 confirme son statut de cadre offensif. À partir de l'automne 2024, il enchaîne les titularisations et les bonnes performances, marquant régulièrement en championnat.
En Bundesliga, il dépasse la barre des 10 buts dès le mois de décembre 2024, consolidant sa place parmi les meilleurs attaquants du championnat allemand cette saison-là. En plus de son apport offensif, il est salué pour ses efforts défensifs et sa capacité à presser les défenses adverses, un aspect du jeu très apprécié par ses entraîneurs.
Omar Marmoush est reconnu pour sa vitesse, son explosivité en un contre un et sa polyvalence offensive. Pouvant jouer sur les ailes ou en pointe, il est aussi capable d’effectuer un pressing intense sur les défenses adverses. À Francfort, il a développé une meilleure finition devant le but et un jeu sans ballon plus efficace, ce qui a renforcé son impact global sur les matchs.
En janvier 2025, après des discussions avec plusieurs clubs anglais, Omar Marmoush décide de rejoindre Manchester City, l’un des clubs les plus prestigieux d’Europe. L’intérêt de City pour l’attaquant égyptien s’est intensifié au fil de la première moitié de la saison 2024-2025, où Marmoush a été l'une des révélations de la Bundesliga avec l'Eintracht Francfort. Ses performances exceptionnelles, marquées par une dizaine de buts en championnat et plusieurs réalisations en compétitions européennes, ont attiré l'attention des plus grands clubs européens, dont Manchester City, Liverpool et Arsenal.
Les recruteurs de Manchester City, dirigés par Pep Guardiola, ont rapidement exprimé leur confiance dans la capacité de Marmoush à s’intégrer parfaitement au système de jeu de l’équipe. Ce dernier, reconnu pour son pressing haut, sa mobilité et son jeu offensif rapide, correspond exactement aux critères que Guardiola recherche pour renforcer son secteur offensif. Le joueur égyptien, qui évolue aussi bien sur les ailes qu'en attaque centrale, représente un renfort stratégique pour un Manchester City en quête de profondeur et de flexibilité dans son jeu.

#### Manchester City
Le 23 janvier 2025, lors du mercato hivernal, Omar Marmoush rejoint Manchester City. Il signe un contrat de quatre ans et demi, soit jusqu'en juin 2029,. Le montant du transfert est estimé à 59 millions de livre sterling, soit 70 millions d’euros + 10 millions d’euros de bonus,.
Le 25 janvier 2025, il fait sa première apparition pour Manchester City lors d'un match de Premier League contre le Chelsea FC (victoire, 3-1),.

### En sélection nationale
Omar Marmoush est sélectionné avec l'équipe d'Égypte des moins de 20 ans pour participer à la coupe d'Afrique des moins de 20 ans en 2017. Il joue deux matchs dans cette compétition et son équipe est éliminée dès la phase de groupe.
Omar Marmoush honore sa première sélection avec l'équipe nationale d'Égypte le 8 octobre 2021 contre la Libye. Titulaire ce jour-là, il donne la victoire à son équipe en inscrivant son premier but en sélection, le seul but de la partie.
Le 29 décembre 2021, il est retenu par le sélectionneur Carlos Queiroz pour participer à la Coupe d'Afrique des nations 2021. En décembre 2023, il est retenu dans la liste des vingt-sept joueurs égyptiens sélectionnés par Rui Vitória pour disputer la Coupe d'Afrique des nations 2023.

## Vie privée
Outre sa nationalité égyptienne, Omar Marmoush est également citoyen canadien, ses parents ayant vécu au Canada[réf. nécessaire].

## Palmarès

### En sélection nationale
| Égypte |
| --- |
| - Coupe d’Afrique des nations - Finaliste : 2021. - Individuellement : - 34 matchs, 6 buts et 3 passes décisives. |

## Distinctions individuelles
Eintracht Francfort (4 distinctions individuelles) :
- Élu meilleur joueur du mois de Bundesliga (2) : 
  - en septembre 2024.
  - en novembre 2024.
- Élu « rookie » du mois de Bundesliga (2) : 
  - en septembre 2021.
  - en mars 2022.

## Statistiques
| Saison                | Club                  | Championnat           | Championnat | Championnat | Championnat | Coupe nationale | Coupe nationale | Coupe nationale | Coupe de la Ligue | Coupe de la Ligue | Coupe de la Ligue | Compétition(s) continentale(s) | Compétition(s) continentale(s) | Compétition(s) continentale(s) | Compétition(s) continentale(s) | Coupe du monde des clubs | Coupe du monde des clubs | Coupe du monde des clubs | Égypte | Égypte | Égypte | Total | Total | Total |
| Saison                | Club                  | Division              | M.          | B.          | P.d.        | M.              | B.              | P.d.            | M.                | B.                | P.d.              | Comp.                          | M.                             | B.                             | P.d.                           | M.                       | B.                       | P.d.                     | M.     | B.     | P.d.   | M.    | B.    | P.d.  |
| 2016-2017             | Wadi Degla            | Premier League        | 15          | 2           | 0           | 2               | 0               | 0               | -                 | -                 | -                 | -                              | -                              | -                              | -                              | -                        | -                        | -                        | -      | -      | -      | 17    | 2     | 0     |
| Sous-total            | Sous-total            | Sous-total            | 15          | 2           | 0           | 2               | 0               | 0               | -                 | -                 | -                 | -                              | -                              | -                              | -                              | -                        | -                        | -                        | -      | -      | -      | 17    | 2     | 0     |
| 2019-2020             | VfL Wolfsburg         | Bundesliga            | 5           | 0           | 0           | 2               | 0               | 0               | -                 | -                 | -                 | C3                             | 1                              | 0                              | 0                              | -                        | -                        | -                        | -      | -      | -      | 8     | 0     | 0     |
| 2020-2021             | VfL Wolfsburg         | Bundesliga            | 1           | 0           | 0           | 2               | 0               | 0               | -                 | -                 | -                 | -                              | -                              | -                              | -                              | -                        | -                        | -                        | -      | -      | -      | 3     | 0     | 0     |
| 2021-2022             | VfL Wolfsburg         | Bundesliga            | 2           | 0           | 0           | -               | -               | -               | -                 | -                 | -                 | -                              | -                              | -                              | -                              | -                        | -                        | -                        | -      | -      | -      | 2     | 0     | 0     |
| 2022-2023             | VfL Wolfsburg         | Bundesliga            | 33          | 5           | 1           | 3               | 1               | 0               | -                 | -                 | -                 | -                              | -                              | -                              | -                              | -                        | -                        | -                        | 5      | 3      | 2      | 41    | 9     | 3     |
| Sous-total            | Sous-total            | Sous-total            | 41          | 5           | 1           | 7               | 1               | 0               | -                 | -                 | -                 | -                              | 1                              | 0                              | 0                              | -                        | -                        | -                        | 5      | 3      | 2      | 54    | 9     | 3     |
| 2020-2021             | FC St. Pauli (prêt)   | 2. Bundesliga         | 21          | 7           | 3           | -               | -               | -               | -                 | -                 | -                 | -                              | -                              | -                              | -                              | -                        | -                        | -                        | -      | -      | -      | 21    | 7     | 3     |
| 2021-2022             | VfB Stuttgart (prêt)  | Bundesliga            | 21          | 3           | 5           | -               | -               | -               | -                 | -                 | -                 | -                              | -                              | -                              | -                              | -                        | -                        | -                        | 13     | 1      | 1      | 34    | 4     | 6     |
| 2023-2024             | Eintracht Francfort   | Bundesliga            | 29          | 12          | 6           | 3               | 1               | 0               | -                 | -                 | -                 | C4                             | 9                              | 4                              | 0                              | -                        | -                        | -                        | 12     | 1      | 0      | 53    | 18    | 6     |
| 2024-2025             | Eintracht Francfort   | Bundesliga            | 17          | 15          | 9           | 2               | 1               | 2               | -                 | -                 | -                 | C3                             | 6                              | 4                              | 2                              | -                        | -                        | -                        | 4      | 1      | 0      | 29    | 21    | 13    |
| Sous-total            | Sous-total            | Sous-total            | 46          | 26          | 16          | 5               | 2               | 2               | -                 | -                 | -                 | -                              | 15                             | 8                              | 2                              | -                        | -                        | -                        | 16     | 2      | 0      | 82    | 38    | 20    |
| 2024-2025             | Manchester City       | Premier League        | 16          | 7           | 0           | 4               | 1               | 1               | -                 | -                 | -                 | C1                             | 2                              | 0                              | 0                              | 3                        | 0                        | 0                        | 2      | 0      | 0      | 27    | 8     | 1     |
| 2025-2026             | Manchester City       | Premier League        | 1           | 0           | 0           | -               | -               | -               | -                 | -                 | -                 | C1                             | -                              | -                              | -                              | -                        | -                        | -                        | -      | -      | -      | 1     | 0     | 0     |
| Sous-total            | Sous-total            | Sous-total            | 17          | 7           | 0           | 4               | 1               | 1               | -                 | -                 | -                 | -                              | 2                              | 0                              | 0                              | 3                        | 0                        | 0                        | 2      | 0      | 0      | 28    | 8     | 1     |
| Total sur la carrière | Total sur la carrière | Total sur la carrière | 161         | 49          | 24          | 19              | 5               | 3               | -                 | -                 | -                 | -                              | 18                             | 8                              | 2                              | 3                        | 0                        | 0                        | 37     | 6      | 3      | 238   | 68    | 32    |